# 新八代車站
新八代車站（日语：／ Shin-Yatsushiro eki */?）是九州旅客鐵道（JR九州）的鐵路車站，位於熊本縣八代市上日置町。2004年九州新幹線部分通車時，本站是當時通車路段的北面起點站。

## 簡介
新八代車站是2004年時，伴隨九州新幹線的部分路段（新八代至鹿兒島中央）通車，而在鹿兒島本線上的千丁與八代兩站之間增設之新站。其實九州新幹線當初在規劃時，原本是希望能將八代車站轉為新幹線與在來線的共用車站，但由於八代市是一個工業城，八代站北側有面積非常大的工業區存在，日本製紙八代工廠正好擋住計畫路線，並可能形成建造上的瓶頸，只好在不得已的情況下，在原車站東北方的市郊另覓地點設置新的車站，而成為現在的新八代站。
當九州新幹線部分路段剛通車時，新八代車站是通車路段的北端起點。當時JR九州特別在新八代站內設置了島式月台，在月台兩側讓新幹線列車「燕」號（つばめ）與接駁用的在來線特急列車「接力燕」號（リレーつばめ）分別停靠，採同號車廂面對同號車廂的方式便利旅客快速轉車。此轉乘措施已經在2011年3月12日九州新幹線全線通車時取消，在來線列車也全面停靠地面層的在來線月台。
由於本站是新幹線與在來線的轉車站，幾乎所有行經新八代的優等列車皆會停車，唯一的例外是只有在週末時營運的快速列車超級橙號（スーパーおれんじ）。除此之外包括特急列車「九州橫斷特急號」、「球磨川號」（くまがわ）與蒸汽動力臨時快速列車「SL人吉號」都會途經本站，並且在隔鄰的八代站駛入肥薩線。

## 車站構造

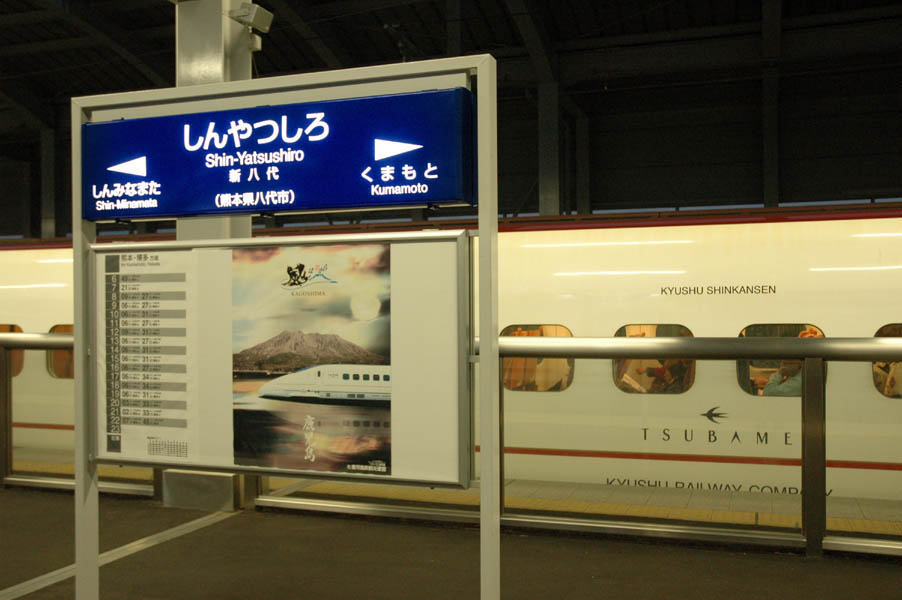
新八代車站的月台站名標示與停在月台上的燕號列車

新八代站共有兩座站房，分別供在來線和新幹線使用。兩個站房並不相連，換乘時必須先離開一個站區，再進入另一個站區。
在來線站房為跨站式站房設計，剪票口位於二樓。月台為對向式月台2面2線配置，上行與下行各使用一條軌道。
新幹線站房為高架車站設計，月台為島式月台2面4線設計，但現時只使用中央兩線而形成對向式月台2面2線配置。未來有計畫在外側兩線重新鋪設新幹線軌道，即實現原本島式月台2面4線的配置，並可供列車待避。

### 月台配置
| 月台 | 路線        | 方向 | 目的地                                         | 備註                                        |
| ---- | ----------- | ---- | ---------------------------------------------- | ------------------------------------------- |
| 1    | ■鹿兒島本線 | 下行 | 八代、（肥薩線）人吉、（肥薩橙鐵道線）水俁方向 | 肥薩橙鐵道線直通列車的一部分於2號月台開出。 |
| 2    | ■鹿兒島本線 | 上行 | 熊本、大牟田、鳥栖方向                         |                                             |
| 11   | 九州新幹線  | 上行 | 熊本、博多、新大阪方向                         |                                             |
| 12   | 九州新幹線  | 下行 | 鹿兒島中央方向                                 |                                             |

在九州新幹線全線通車前，只使用12號月台（通車後並沒有更改編號）。同時為方便來往福岡與鹿兒島的旅客在本站換乘新幹線與接駁特急，興建了連接高架月台和鹿兒島本線的分支路段，並曾於12號月台外側鋪設窄軌供在來線的接駁特急使用。全線通車後，原有的窄軌已陸續被拆除。除此之外，JR九州過去亦曾在鹿兒島本線進入新八代車站高架站區的分支路段，裝設了供可行駛在來線與新幹線兩種不同軌距路線的軌距可變列車使用的實驗設備，但因軌距可變列車的實驗尚未達到可實際投產使用的階段，故該設施已經被拆除。

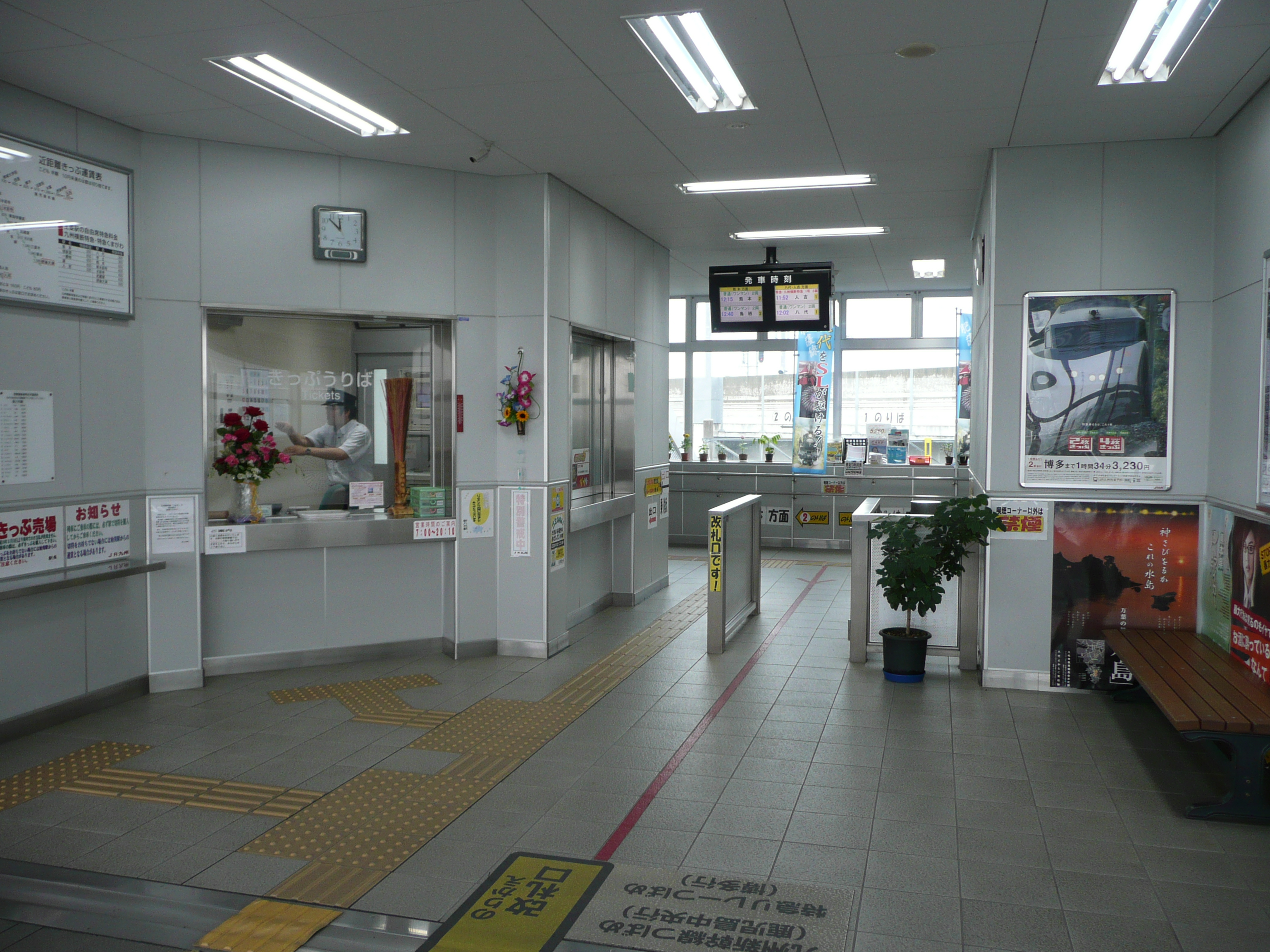
在來線剪票口
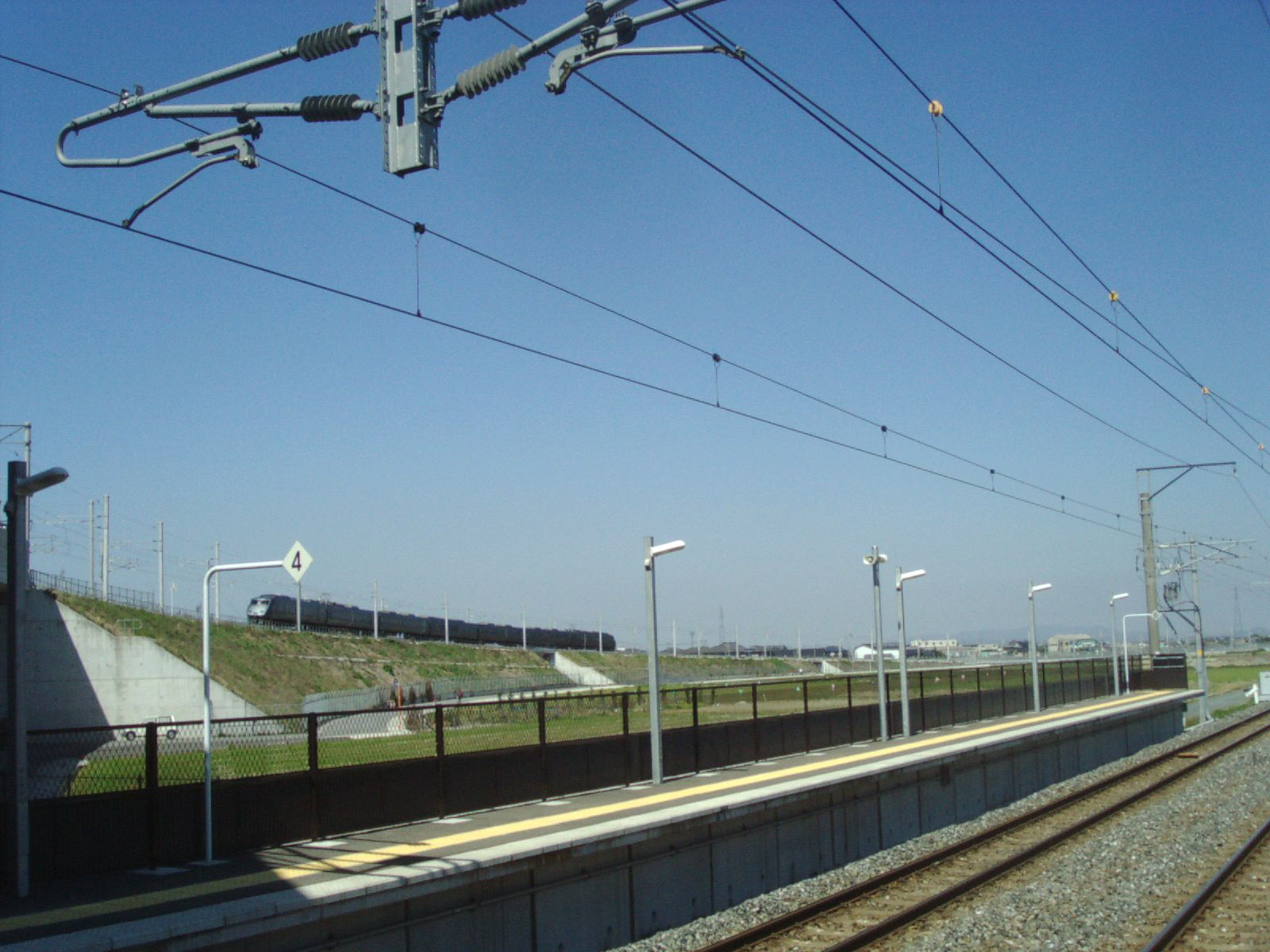
連接高架月台和鹿兒島本線的分支路段
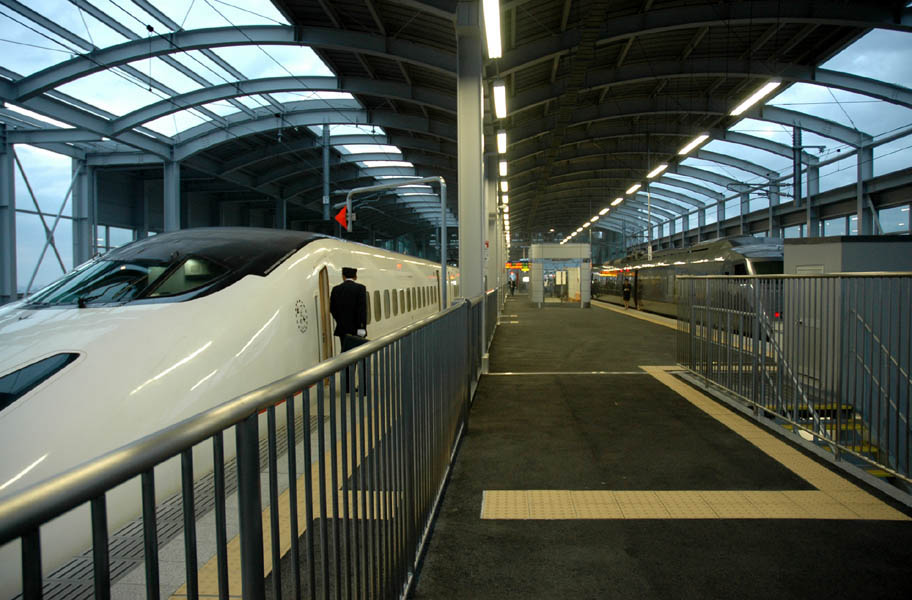
全線通車前的月台，可見到接力燕號（右）與燕號（左）列車在同一月台兩側進行車廂對車廂的轉車服務
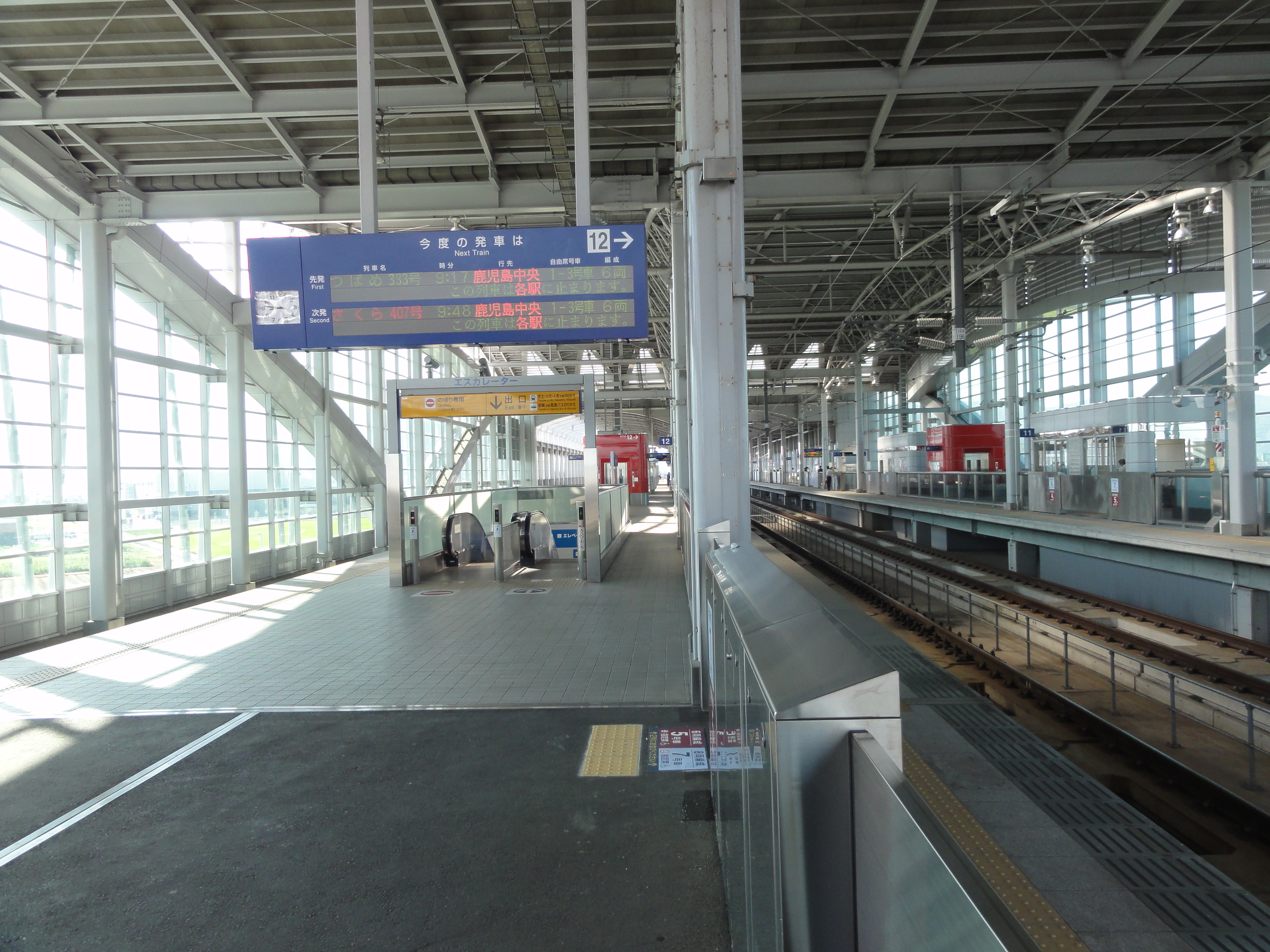
全線通車後的月台

## 車站週邊
與許多專為了新幹線的通過而設置的新車站同樣，新八代站實際上的位置並不在八代市的市區內，而是在市郊。除了少數郊區住宅之外，車站外幾乎都是空曠的田野。
新八代車站的站前，有巴士路線可以直接前往鄰近的熊本機場。

## 歷史
- 2004年3月13日：配合九州新幹線新八代至鹿兒島中央之間路段分段通車，以九州旅客鐵道車站之姿啟用。啟用時原為新幹線通車路段的北端終點站。
- 2011年3月12日：九州新幹線博多站至新八代間路段通車，九州新幹線全線通車，成為該線沿線車站。
- 2012年12月1日：在來線檢票口開始接受電子智慧票卡「SUGOCA」的使用。

## 車站便當
- 鯽魚壽司
- 天草大王
- 鮎屋三代 - 使用球磨川捕獲的天然香魚湯汁煮出來的米飯、再搭配香魚甘露煮。是JR九州連續三年第一名的「人氣車站便當」。
- 阿蘇赤牛 - 時雨煮燒牛肉。
- 鮎屋的極致推薦
- 肥後牛與ろ玉しぐれ
- 天草大王地鶏飯糰

## 相鄰車站
九州旅客鐵道
九州新幹線
熊本－新八代－新水俁
鹿兒島本線
- 肥薩橙鐵道観光列車「橙食堂」到發站（只限五、六、日、假期運行）

■快速「超級橙」（只限周末、假期運行）
通過
■肥薩線直通快速、■伊三郎、新平、■快速「SL人吉」（不定期運行）
熊本－新八代－八代
■普通（肥薩線直通與肥薩橙鐵道線直通普通列車於此站到發）
千丁－新八代－八代